# Arthotheliopsis
Arthotheliopsis is een geslacht van korstmossen dat behoort tot de orde Lecanorales van de ascomyceten. De typesoort is Arthotheliopsis hymenocarpoide.

## Soorten
Volgens Index Fungorum telt het geslacht vijf soorten (peildatum december 2023):
| Soortnaam                       | Auteur(s)                              | Publicatiejaar |
| ------------------------------- | -------------------------------------- | -------------- |
| Arthotheliopsis floridensis     | Lücking & W.R. Buck                    | 2007           |
| Arthotheliopsis hymenocarpoides | Vain.                                  | 1896           |
| Arthotheliopsis planicarpa      | (Lücking) Lücking, Sérus. & Vězda      | 2005           |
| Arthotheliopsis serusiauxii     | (Lücking) Lücking, Sérus. & Vězda      | 2005           |
| Arthotheliopsis tricharioides   | (Kalb & Vězda) Lücking, Sérus. & Vězda | 2005           |